# Fliptricks
Et fliptrick er inden for skateboarding et trick, hvor skateboardet roterer om sin egen akse i den ene eller den anden retning.

## Ollie
En ollie er et grundlæggende skateboardtrick, der indgår i de fleste fliptricks. Tricket består i at løfte skateboardet fra jorden ved at presse den bagerste del af boardet (tailen) ned mod underlaget med en hurtig bevægelse, så der kommer et pop. I samme bevægelse føres den forreste fod skråt op ad boardet, så den bagerste del løfter sig, og boardet ligger vandret i luften. Ollien blev opfundet af amerikaneren Alan Gelfand i slutningen af 1970'erne, der anvendte teknikken til at lette fra rampen. I 1982 blev tricket overført til "flad vej" af freestyleskateren Rodney Mullen, der opfandt en lang række variationer som fx kickflip, heelflip og 360 flip.

## Fodstilling
Der er to grundlæggende kørestillinger på boardet. Det er mest almindeligt at stå med venstre fod forrest (regular), mens fodstillingen med højre fod forrest har fået betegnelsen goofy.

## Fliptricks

### Kickflip
Et kickflip (originalt kaldet "Magic Flip", "Ollie Flip" eller "Ollie Kickflip") er et skateboardtrick, der grundlæggende består af en ollie, hvor boardet roterer om sin egen akse. Rotationen (eller flippet) sættes i gang ved at føre den forreste fod skrå ud over hælkanten på boardet i stedet for lige op. De første typer kickflip (også kaldet Oldschool kickflip) blev opfundet af freestyleskateren Curt Lindgren. Tricket går ud på at stille sig med begge fødder midt på boardet og anvende den fod, man normalt har bagerst til at løfte boardet. Senere opfandt Rodney Mullen den kickflip, som er blevet det mest brugte fliptrick i skateboardingens historie.

### Heelflip
Et heelflip er et flip, stort set samme slags som et kickflip, dog skal boardet rotere den modsatte vej. Et heelflip udføres ved at føre den forreste fod ud over tåkanten på boardet, så rotationen i modsætning til kickflippet sættes i gang med hælen.

### Inward heelflip
Et inward heelflip er et trick, hvor boardet drejer 180° backside i forbindelse med et heelflip.

### Frontside-flip
Frontside-flip eller frontside kickflip er en 180 graders frontside-ollie med et kickflip. Der findes flere forskellige variationer af tricket.

### Pop shove-it
En pop shove-it er et trick, hvor boardet vha. en olliebevægelse roterer 180 grader i længderetningen. Opfinderen af tricket er Ty Page.

### 360 Shove-it
Ved en 360 shove-it roterer boardet 360 grader.

### 360 flip
Er et trick hvor boardet drejer 360° backside under én (som ved en 360 Shove-it), samtidig med at boardet flipper. Det er et populært trick indenfor streetskating.

### Impossible
En impossible er et trick, hvor den bagerste fod anvendes til at rotere boardet 360 grader på langs med sig selv.

### Bigspin
Et bigspin er en 360 shove-it, hvor kroppen selv drejer 180 grader.

### Varial kickflip
Et varial kickflip er en blanding mellem kickflip og pop shove it.